# Орхан Кемаль
Мехме́т Раши́т Огютчю́ (тур. Mehmet Raşit Öğütçü), писавший под псевдонимом Орха́н Кема́ль (тур. Orhan Kemal; 15.9.1914, Адана, Османская империя — 2.6.1970, София, Народная Республика Болгария) — турецкий писатель.

## Биография[3]
Орхан Кемаль — сын Абдулкадира Кемали Бея, который был депутатом от провинции Кастамону во время первого срока парламента Турецкой Республики. Абдулкадир Бей, юрист по профессии,  создал партию Ахали Джумхуриет, которая была распущена, в результате чего её основатель был вынужден бежать в Сирию. Чтобы сопровождать отца, Орхану Кемалю пришлось бросить последний год средней школы. Орхан Кемаль пробыл в Сирии год и вернулся в Адану в 1932 году. Он работал разнорабочим, ткачом и клерком на хлопкоочистительных фабриках. Во время службы в армии он был приговорен к 5 годам лишения свободы за свои политические взгляды. Тюрьма Бурсы стала поворотным моментом в его жизни и творчестве, когда он встретил Назыма Хикмета, который оказал на него большое влияние. В 1951 году, спустя несколько лет после освобождения (1943) Орхан Кемаль переехал в Стамбул, где работал разнорабочим, перевозчиком овощей, а затем клерком в Фонде борьбы с туберкулезом.  Со времен переезда в Стамбул он пытался жить за счет дохода, полученного от писательства. Орхан Кемаль умер в Болгарии. 2 июня 1970 года в возрасте 56 лет он скончался от кровоизлияния в мозг в больнице Софии, где лечился. 
Его тело было возвращено в Турцию и захоронено на кладбище Зинджирликую (Zincirlikuyu).

## Творчество[5]
Первое стихотворение Кемаля было опубликовано в Yedigün под именем Рашит Кемаль (Дуварлар, 25 апреля 1939 г.). Встретив Назима Хикмета, Кемаль писал под именем «Орхан Рашит» (Йени Эдебият, 1941 г.). Вдохновленный Назимом Хикметом, Кемаль сосредоточился на рассказах, а не на стихах. Его первый рассказ, Bir Yilbaşı Macerası, был опубликован в 1941 году. В 1942 году он взял псевдоним Орхан Кемаль. Он прославился благодаря рассказам в Варлыке в 1944 году, его первый сборник рассказов Ссора из-за хлеба (Ekmek Kavgası) и первый роман Отцовский дом (Baba Evi) были опубликованы в 1949 году. В ранних работах изображались персонажи из иммигрантских кварталов годной Аданы. Кемаль описывал социальную структуру, отношения между рабочими и работодателями, повседневную борьбу маленького человека из промышленно развитой Турции.  Он стремился нести оптимистичный взгляд через героев своих рассказов. Писатель никогда не изменял своему простой авторской экспозиции, таким образом, стал одним из самых искусных авторов турецких рассказов и романов. Орхан Кемаль также писал сценарии для фильмов (72.Koğuş”, “Murtaza”, “Eskici Dükkanı”, “Kardeş Payı”) и пьесу под названием «Испинозлар» (İspinozlar).   После смерти Орхана Кемаля была учреждена премия его имени за лучший роман (1971).

## Сочинения

### Рассказы
- Чувство \ Duygu (1948)
- Меневше \ Menevşe (1948)
- Ссора из-за хлеба \ Ekmek Kavgası (1949)
- Подонки \ Pezevenkler (1950)
- Пьяница \ Sarhoşlar (1951)
- Дочь прачки \ Çamaşırcının Kızı (1952)
- 72 камера \ 72. Koğuş (1954)
- Забастовка \ Grev (1954)
- Закоулок \ Arka Sokak (1956)
- Братский вклад \ Kardeş Payı (1957)
- Вавилонская башня \ Babil Kulesi (1957)
- На свете была война \ Dünya'da Harp Vardı (1963)
- Ссора на улице \ Mahalle Kavgası (1963)
- Безработный \ İşsiz (1966)
- Сначала хлеб \ Önce Ekmek (1968)
- Малыши и взрослые \ Küçükler ve Büyükler (1971)

### Романы
- Отцовский дом \ Baba Evi (1949)
- Праздные годы \ Avare Yıllar (1950)
- Муртаза \ Murtaza (1952)
- Джемиле \ Cemile (1952)
- Земля вращается \ Dünya Dönüyor (1953)
- На плодородной земле \ Bereketli Topraklar Üzerinde (1954)
- Почему так \ Neden Böyle (1956)
- Виновный \ Suçlu (1957)
- Удача \ Devlet Kuşu (1958)
- Происшествие \ Vukuat Var (1958)
- Дом мира \ Dünya Evi (1958)
- Дочь христианина \ Gavurun Kızı (1959)
- Крохотный \ Küçücük(1960)
- Брошенная в бездну \ El Kızı (1960)
- Особняк госпожи \ Hanımın Çiftliği (1961)
- Старьёвщик и сыновья \ Eskici ve Oğulları (1962)
- Перелетные птицы \ Gurbet Kuşları (1962)
- Дитя улиц \ Sokakların Çocuğu (1963)
- Кровавые земли \ Kanlı Topraklar (1963)
- Жила-была Филиз \ Bir Filiz Vardı (1965)
- Самый лучший из инспекторов \ Müfettişler Müfettişi (1966)
- Бренный мир \ Yalancı Dünya (1966)
- Один из домов \ Evlerden Biri (1966)
- Дружеские свисты \ Arkadaş Islıkları (1968)
- Девушка с улицы \Sokaklardan Bir Kız (1968)
- Мошенник \ Üçkağıtçı (1969)
- Дурной путь \ Kötü Yol (1969)
- Беглец \ Kaçak (1970 посмертно)
- Разбойник миллионер \ Serseri Milyoner (1976)
- Мир наизнанку \ Tersine Dünya (1986)

## Музей
В районе Джихангир в Стамбуле открыт небольшой музей памяти Орхана Кемаля. В музее выставлены первые изданий книг автора, в том числе переводные издания, а также восстановлена писательская комната с личными вещами и одеждой. Представлены  фотографии Кемаля с другими великими писателями, в том числе с Назымом Хикметом, с которым он провел время в тюрьме в Бурсе. 